# Douglass (Kansas)
Douglass – miasto w Stanach Zjednoczonych, w stanie Kansas, w Hrabstwie Cloud.